# West Auckland Admirals
Die West Auckland Admirals sind ein neuseeländischer Eishockeyclub in Auckland, der 2005 gegründet wurde und in der New Zealand Ice Hockey League spielt. Ihre Heimspiele tragen die Admirals im Paradice Avondale aus. 2018 wurde der Klub erstmals neuseeländischer Meister.

## Geschichte
Die West Auckland Admirals wurden 2005 zusammen mit der New Zealand Ice Hockey League gegründet, in der sie eines von vier Gründungsmitgliedern wurden. In ihrer ersten Spielzeit erreichten sie den zweiten Platz in der regulären Saison und qualifizierten sich somit für die Finalspiele, in denen sie Southern Stampede mit 1:2 und 3:6 unterlagen. Es folgten zwei vierte und somit letzte Plätze, ehe sie 2008 zwar erneut Vierter, aber von mittlerweile fünf Teilnehmern in der NZIHL wurden.
In der Saison 2010 konnten die Admirals zum zweiten Mal in der Vereinsgeschichte in das Finale der NZIHL einziehen, unterlagen jedoch erneut dem Gegner, dieses Mal Botany Swarm, mit 1:3. Auch bei der Finalteilnahme 2017 reichte es nicht zum Titel, beide Finalspiele wurden gegen die Southern Stampede verloren. Ein Jahr später gelang dann gegen den gleichen Gegner aber der erste Meisterschaftsgewinn.

## Erfolge
- Neuseeländischer Meister (1×): 2018
- Neuseeländischer Vizemeister (3×): 2005, 2010 und 2017